# ماريان بيرنت (منافسة ألعاب القوى)
ماريان بيرنت (بالإسبانية: Marianne Berndt) هي منافسة ألعاب القوى تشيلية، ولدت في 24 ديسمبر 1978.

## وصلات خارجية
- ماريان بيرنت على موقع الاتحاد الدولي لألعاب القوى (الإنجليزية)